# Karel Hanáček
Karel Hanáček (27. dubna 1925 - 21. března 2001) byl český fotbalista, brankář, reprezentant Československa.

## Fotbalová kariéra
Za československou reprezentaci odehrál v roce 1952 dvě utkání proti Albánii, ve kterých byl reprezentací pověřen tým Sokol Stalingrad. V československé lize hrál za ČKD Dukla Karlín a Sokol Stalingrad.

## Ligová bilance
| Ročník                                     | Zápasy | Góly | Klub                     |
| ------------------------------------------ | ------ | ---- | ------------------------ |
| Celostátní československé mistrovství 1950 | -      | 0    | Čechie OD Karlín         |
| Mistrovství československé republiky 1951  | -      | 0    | ČKD Dukla Karlín         |
| Přebor československé republiky 1954       | 14     | 0    | Spartak Praha Stalingrad |
| CELKEM 1. liga                             | -      | 0    |                          |